# 2019-es Formula–E Santiago nagydíj
A 2019-es Santiago nagydíjat január 26-án rendezték. Ez volt a 3. futam a 2018–2019-es Formula–E bajnokságon. A versenyt az előző futamon pole-ból induló Sam Bird nyerte, míg az első-rajtkockából induló Sébastien Buemi műszaki hiba miatt nekiütközött a falnak és kiesett. A második az előző futamon korán búcsúzó Pascal Wehrlein, a harmadik pedig Daniel Abt lett.

## Időmérő
A végleges rajtrács:
| Helyezés   | Rajtszám | Versenyző              | Csapat                    | Idő      | Körök |
| ---------- | -------- | ---------------------- | ------------------------- | -------- | ----- |
| 1          | 23       | Sébastien Buemi        | Nissan e.dams             | 1:08,816 |       |
| 2          | 94       | Pascal Wehrlein        | Mahindra Racing           | 1:08,925 |       |
| 3          | 66       | Daniel Abt             | Audi Sport ABT Schaffler  | 1:08,958 |       |
| 4          | 2        | Sam Bird               | Envision Virgin Racing    | 1:08,958 |       |
| 5          | 5        | Stoffel Vandoorne      | HWA Racelab               |          |       |
| 6          | 48       | Edoardo Mortara        | Venturi                   | 1:09,042 |       |
| 7          | 6        | Maximilian Günther     | Geox Dragon Racing        | 1:09,143 |       |
| 8          | 27       | Alexander Sims         | BMW i Andretti Motorsport | 1:09,147 |       |
| 9          | 19       | Felipe Massa           | Venturi                   | 1:09,168 |       |
| 10         | 7        | José María López       | Geox Dragon Racing        | 1:09,201 |       |
| 11         | 20       | Mitch Evans            | Panasonic Jaguar Racing   | 1:09,235 |       |
| 12         | 25       | Jean-Éric Vergne       | DS Techeetah              | 1:09,307 |       |
| 13         | 22       | Oliver Rowland         | Nissan e.dams             | 1:09,365 |       |
| 14         | 36       | André Lotterer         | DS Techeetah              | 1:09,485 |       |
| 15         | 4        | Robin Frijns           | Envision Virgin Racing    | 1:09,505 |       |
| 16         | 17       | Gary Paffett           | HWA Racelab               | 1:09,505 |       |
| 17         | 28       | António Félix da Costa | BMW i Andretti Motorsport | 1:09,551 |       |
| 18         | 16       | Oliver Turvey          | NIO Formula E Team        | 1:09,645 |       |
| 19         | 3        | Nelson Piquet Jr.      | Panasonic Jaguar Racing   | 1:09,705 |       |
| 20         | 64       | Jérôme d’Ambrosio      | Mahindra Racing           | 1:10,083 |       |
| 21         | 8        | Tom Dillmann           | NIO Formula E Team        | 1:10,258 |       |
| Kizárva[1] | 11       | Lucas di Grassi        | Audi Sport ABT Schaffler  | –        | –     |

Megjegyzések:
- ↑ 1:  Eredetileg Lucas di Grassi indult volna a pole-ból, de mint utólag kiderült, technikai szabályszegés miatt kizárták.[7]

## Futam

### FanBoost
| # | Rajtszám | Versenyző              | Csapat                    |
| - | -------- | ---------------------- | ------------------------- |
| 1 | 64       | Jérôme d’Ambrosio      | Mahindra Racing           |
| 2 | 28       | António Félix da Costa | BMW i Andretti Motorsport |
| 3 | 66       | Daniel Abt             | Audi Sport ABT Schaffler  |
| 4 | 23       | Sébastien Buemi        | Nissan e.dams             |
| 5 | 5        | Stoffel Vandoorne      | HWA Racelab               |

### Futam
| Helyezés | Rajtszám | Versenyző              | Csapat                    | Kör | Idő/Kiesés oka | Rajthely | Pont |
| -------- | -------- | ---------------------- | ------------------------- | --- | -------------- | -------- | ---- |
| 1        | 2        | Sam Bird               | Envision Virgin Racing    | 36  | 47:02,511      | 4        | 25   |
| 2        | 94       | Pascal Wehrlein        | Mahindra Racing           | 36  | +6,489         | 2        | 18   |
| 3[a]     | 66       | Daniel Abt             | Audi Sport ABT Schaffler  | 36  | +14,529        | 3        | 16   |
| 4        | 48       | Edoardo Mortara        | Venturi                   | 36  | +17,056        | 6        | 12   |
| 5        | 4        | Robin Frijns           | Envision Virgin Racing    | 36  | +20,276        | 15       | 10   |
| 6        | 20       | Mitch Evans            | Panasonic Jaguar Racing   | 36  | +23,755        | 11       | 8    |
| 7[c]     | 27       | Alexander Sims         | BMW i Andretti Motorsport | 36  | +27,590        | 8        | 6    |
| 8        | 16       | Oliver Turvey          | NIO Formula E Team        | 36  | +45,059        | 18       | 4    |
| 9        | 7        | José María López       | Geox Dragon Racing        | 36  | +45,376        | 10       | 2    |
| 10       | 64       | Jérôme d’Ambrosio      | Mahindra Racing           | 36  | +41,984        | 20       | 1    |
| 11       | 3        | Nelson Piquet Jr.      | Panasonic Jaguar Racing   | 36  | +48,635        | 19       |      |
| 12       | 11       | Lucas di Grassi        | Audi Sport ABT Schaffler  | 36  | +1:03,552      | 22       |      |
| 13       | 36       | André Lotterer         | DS Techeetah              | 36  | +1:14,706      | 14       |      |
| 14       | 17       | Gary Paffett           | HWA Racelab               | 35  | +1 kör         | 16       |      |
| Ki       | 22       | Oliver Rowland         | Nissan e.dams             | 31  | Ütközés        | 13       |      |
| Ki       | 28       | António Félix da Costa | BMW i Andretti Motorsport | 23  | Hidraulika     | 17       |      |
| Ki       | 25       | Jean-Éric Vergne       | DS Techeetah              | 22  | Motor          | 12       |      |
| Ki[b]    | 23       | Sébastien Buemi        | Nissan e.dams             | 21  | Műszaki hiba   | 1        | 3    |
| Ki       | 5        | Stoffel Vandoorne      | HWA Racelab               | 17  | Fékek/ Ütközés | 5        |      |
| Ki       | 6        | Maximilian Günther     | Geox Dragon Racing        | 12  | Sebességváltó  | 7        |      |
| Ki       | 19       | Felipe Massa           | Venturi                   | 12  | Kiállt         | 9        |      |
| Ki       | 8        | Tom Dillmann           | NIO Formula E Team        | 10  | Kiállt         | 21       |      |

Megjegyzés:
- ↑ a:  - +1 pont a leggyorsabb körért.
- ↑ b:  - +3 pont a pole-pozícióért.
- ↑ c:  - Eredetileg Alexander Sims lett volna a 3., de utólag 10 másodperces büntetést kapott Edoardo Mortara megforgatásáért.

## A világbajnokság állása a verseny után
(Teljes táblázat)
| H  | Versenyzők             | Pont | H  | Konstruktőrök             | Pont |
| -- | ---------------------- | ---- | -- | ------------------------- | ---- |
| 1. | Sam Bird               | 43   | 1. | Envision Virgin Racing    | 71   |
| 2. | Jérôme d’Ambrosio      | 41   | 2. | Mahindra Racing           | 59   |
| 3. | António Félix da Costa | 28   | 3. | DS Techeetah              | 47   |
| 4. | Robin Frijns           | 28   | 4. | BMW i Andretti Motorsport | 46   |
| 5. | Jean-Éric Vergne       | 28   | 5. | Audi Sport ABT Schaffler  | 30   |

- Jegyzet: Csak az első 5 helyezett van feltüntetve mindkét táblázatban.